# Babele
Babele es el nombre de una librería especializada para el público LGBT con establecimientos en Milán y en Roma.
Las librerías Babele está especializada en obras culturales de temas homosexuales, lésbicos y transexuales, tanto en forma de libro, como cinematográfica o gráfica. La librería formaba parte del fenómeno de las librerías de comunidad que se extendió en la década de 1970 con las librerías de mujeres, de trabajadores, alternativas, etc.
Además de la venta de libros, también se organizan exposiciones artísticas. Entre otros, han mostrado aquí su obra personalidades como el fotógrafo GiovanBattista Brambilla.

## Librería Babele en Milán
La librería Babele de Milán fue fundada en 1987 por los colaboradores de la revista gay Babilonia, sobre todo del copropietario Felix Cossolo. El nombre hace referencia a la obra homónima (en italiano) de Borges y al nombre de la revista fundadora. Inicialmente se abrió en un local minúsculo en la calle Sammartini, elegido porque el ayuntamiento de Milán se negaba a dar el permiso de apertura si no era en un área degradada de la ciudad.

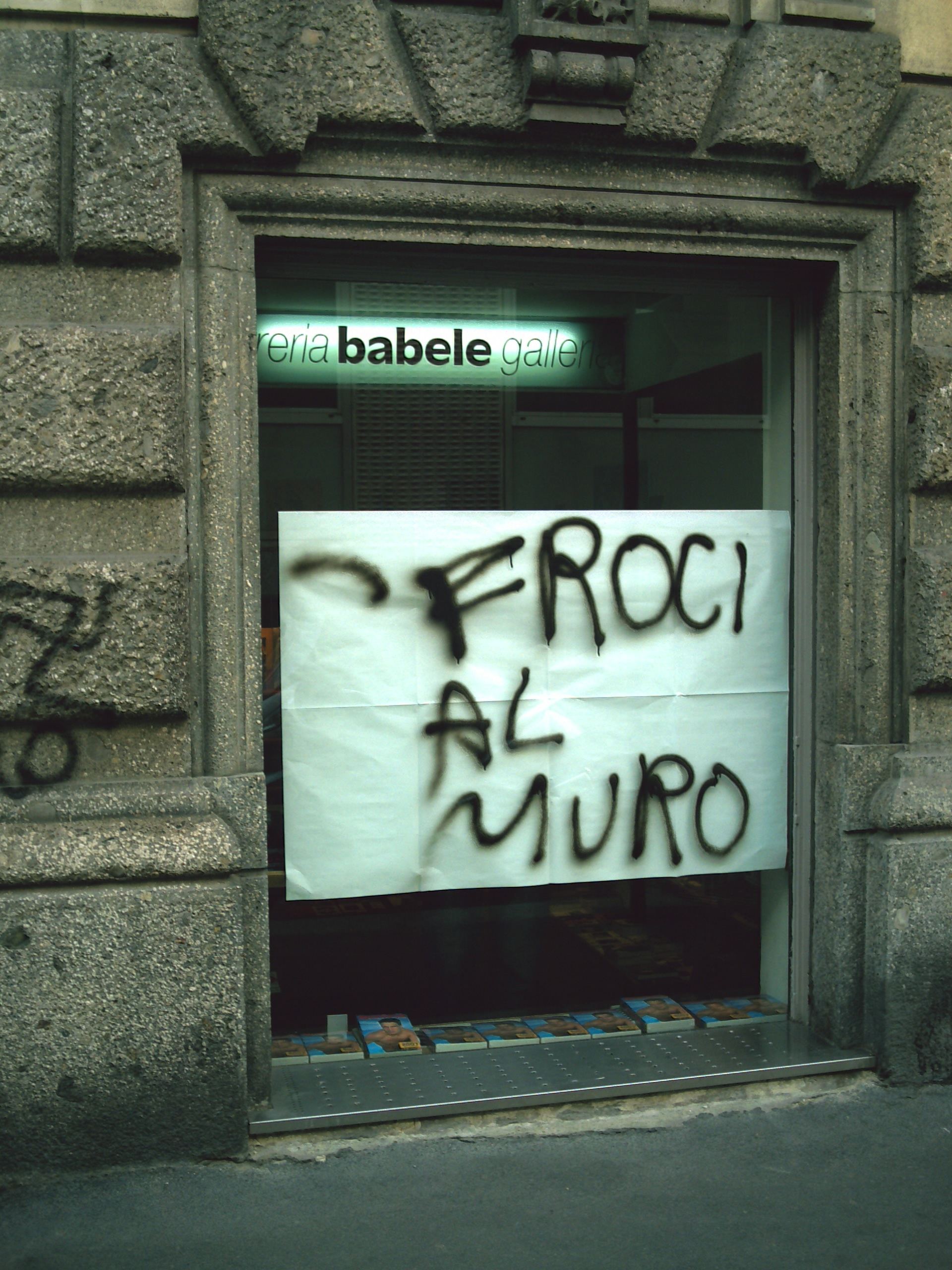
Pintadas homófobas en el escaparate de la librería de Milán.

La razón para su creación era la dificultad de encontrar en las librerías generalistas obras LGBT, especialmente en los años anteriores a la llegada de Internet y de la venta de libros en línea. Una de las mayores dificultades fue la búsqueda de libros que no fuesen estereotipadas historias en las que el invertido de turno se suicida o directamente ensayos homófobos. El las posibilidades se reducían a los «clásicos» como el Corydon de Gide o el De profundis de Wilde. Para conseguir libros se realizó un viaje en coche a Les Mots à la Bouche en París y Felix Cossolo vendió parte de su colección personal, adquirida poco a poco durante sus años de militancia.
Finalmente, la librería Babele de Milán se hizo autónoma, separándose de la revista Babilonia: Cossolo se quedó con la librería y su socio, Ivan Teobaldelli, se quedó con la revista. También se trasladaron a un local un poco más grande, en la misma calle Sammartini.
Posteriormente a 1998, la librería pasó a ser propiedad de Gianni Delle Foglie y Francesco Ingargiola. Ingargiola partió en 1998 para abrir la sede de Roma, retomando su trabajo de hacer el seguimiento de novedades editoriales Giuseppe Lo Presti. Hacia el año 2000 la librería se trasladó a la vía san Nicolao, a un local bastante mayor que incluía una máquina de café para clientes. En el 2000 se unió a la venta de libros, una galería de arte especializada en temas LGBT. Se inició una estrecha colaboración con la revista Pride y se realizaban regularmente actividades culturales en forma de conferencias, debates, presentaciones de autores y editores.
La librería sufrió un ataque homófobo en abril de 2007. El día después del suicidio de Matteo, un joven turinés de 15 años, por acoso homófobo de sus compañeros de escuela, la librería apareció pintada con frases como «maricones al paredón», «gais pedófilos», «gay raus» (gais fuera), esvásticas y la sigla «Fn», presumiblemente Forza Nuova. Al día siguiente iba a celebrarse el «Family Day» y una manifestación organizada por radicales.
En 2007, tras una disminución de las ventas de libros, Delle Foglie cedió la gestión a Rolando Canzano. En junio de ese mismo año Delle Foglie falleció de un infarto al corazón. Canzano intentó mantener la librería abierta, pero la falta de beneficios, debida entre otras causas a la crisis económica que ha afectado gravemente a las pequeñas librerías, le llevaron a renunciar en 2008. Arcigay Milán mostró interés por seguir con la gestión de la librería, pero la cesión nunca se llevó a cabo. La librería cesó su actividad el 1 de septiembre de 2008.
El 31 de julio de 2009 la librería reinició su actividad con un nuevo propietario y una nueva sede en Viale Regina Giovanna, 24. Cerró definitivamente en septiembre de 2012.

## Librería Babele en Roma
La librería Babele de Milán, en concreto Francesco Ingargiola, abrió una sucursal en Roma en octubre de 1993, que ha mantenido la especialización en los temas LGBT. Poco tiempo después, tras conseguir hacer rentable la sucursal de Roma, los socios decidieron separarse, quedándose cada uno con una librería. Milán se quedaría con el negocio por correo de ambas.
Al igual que la sede de Milán, la librería se convirtió enseguida en un centro importante de la cultura gay, en la que se podía encontrar todo tipo de clientes, incluyendo religiosos del vecino Vaticano. La librería representaba un espacio no «político», al contrario que las asociaciones LGBT, y no «sexual», al contrario que discotecas y saunas, y por lo tanto atractivo para muchos jóvenes que todavía estaban inseguros de su sexualidad.
En octubre de 1998, Ingargiola murió de sida y su compañero sentimental, Claudio Catalano, decidió seguir con el negocio, aunque en una nueva sede mayor en la calle Banchi Vecchi, número 116. En 2008, tras una subida del alquiler, Catalano pensó en cerrar el negocio, pero una mejora en las ventas y la ayuda de amigos y clientes evitó el cierre. La librería cerró definitivamente sus puertas en octubre de 2009.